# Алберико да Барбиано (лек крайцер, 1930)
Алберико да Барбиано (на италиански: Alberico da Barbiano) е лек крайцер на италианския флот от времето на Втората световна война. Главен кораб на типа „Алберто да Джусано“. Наречен е в чест на средновековен италиански кондотиер.

## История на службата
Поръчката за строителството на крайцера постъпва през 1928 г. Залагането му на стапела се състои на 16 април 1928 г., спуснат е на вода на 23 август 1930 г. Крайцерът носи броня с дебелина от 20 до 40 mm, има осем 152 mm оръдия, шест 100 mm и 16 картечници. Развива скорост до 37 възела с помощта на 6 котела и 2 турбини с мощност от 95 хиляди к.с.
На 9 юли 1940 г. „Алберико да Барбиано“ приема бойното си кръщение в боя при Калабрия. На 1 септември 1940 г. е преоборудван в учебен кораб, но на 1 март 1941 г. отново е приведен в пълна бойна готовност. През декември 1941 г. италианският военноморски щаб, който се сблъсква с влошаване на ситуацията по снабдяването между Италия и Либия, решава да използва 4-та крайцерска дивизия, състояща се по това време „Алберико да Барбиано“ (флагман на адмирал Антонино Тоскано, командир на дивизията) и неговия систършип „Алберто да Джусано“ за мисия към Северна Африка.
„Да Барбиано“ и „Ди Джусано“ отплават от Таранто в 8:15 на 5 декември 1941 г., достигат Бриндизи в 17:50 и там натоварват около 50 тона припаси, след това, на 8 декември, се отправят за Палермо, където натоварват допълнително 22 тона авиационно гориво, което е особено необходимо в Либия (иначе самолетите и базиращият се там крайцер скоро няма да могат да съпровождат пристигащите конвои с жизненоважни припаси). Горивото, държано в нехерметични варели, е разположено на кърмовата палуба, което представлява голяма опасност в случай на вражески атаки (освен това, че то може да се запали от лека стрелжа, но то може да се възпламени даже от пламъците на стрелбата на сбствените оръдия на корабите, за това е забранено и използването на кърмовите кули). На 9 декември, в 17:20, двата крайцера отплават от Палермо без съпровождение и се насочват към Триполи, но в 22:56 са забелязани от британски разузнавателен самолет северно от Пантелерия.Самолетът, който открива корабите на адмирал Тоскано благодарение на прихващане на радиосъобщенията им, започва да ги следва. В 23:55 Тоскано (намиращ се по това време в средата на Сицилийския канал), решава да се върне, тъй като изненадата, необходима за успех на мисията, вече я няма, вражеските радиопреговори предвещават предстоящи въздушни удари, а влошаването на състоянието на морето би задържало неговите кораби, правейки ги още по-уязвими за атаките на англичаните. „Да Барбиано“ и „Ди Джусано“ достигат Палермо в 8:20 на 10 декември, преодолявайки британска въздушна атака при Маретимо. Тоскано е подложен на рязка критика за своето решение да прекрати мисията.
Тъй като на 13 декември е планирана нова конвойна операция, която получава названието M. 41, и въздушното прикритие на самолетите, базирани в Либия е необходимо, но е възможно само при условието те да получат гориво, то за 12 декември е решено, че 4-та дивизия отново ще предприеме поход към Триполи. Крайцерът Bande Nere трябва също да се присъедини към корабите на Тоскано за превозване на голямо количество припаси, но той се поврежда и неговият товар е пренесен на двата други крайцера. Da Barbiano и Di Giussano са натоварени със 100 тона авиационно гориво, 250 тона бензин, 600 тона нафта и 900 тона продоволствия, а също така 135 военнослужещи. Тъй като кърмата на „Да Барбиано“ (и, в по-малка степен, на „Ди Джусано“) е препълнена с варели с гориво толкова, че вече няма възможност да се използват оръдията им, Тоскано се придържа от решението на последнето събрание на неговия щаб и офицерите от двата кораба, на което е решено, че в случай на среща с вражески кораби горивото ще бъде изхвърлено зад борд, а след това крайцерите ще откриват огън (в противен случай горивото ще се подпали от огъня на собствените оръдия на крайцерите). Da Barbiano, Di Giussano и техният единствен ескорт, торпедният катер „Чиньо“ (вторият торпеден катер „Климен“ остава в порта заради повреда), отплават от Палермо в 18.10 на 12 декември. 4-та дивизия има заповед да премине северозападно от Егадските острови, а след това да се насочи към нос Бон и да плава по крайбрежието на Тунис; корабите трябва да поддържат скорост от 22 – 23 възела (не повече, защото трябва да икономисат и част от собственото си гориво и да го доставят в Триполи). За защита на мисията е планирано въздушно прикритие, въздушно разузнаване и отбранителни засади на МАС.
Британската 4-та флотилия разрушители, состояща се от разрушителите HMS Sikh, HMS Maori, HMS Legion и холандския разрушител Hr. Ms. Isaac Sweers (с командир Г. Х. Стоукс), напуска Гибралтар на 11 декември, за да се присъедини към Средиземноморския флот в Александрия. К 8 декември англичаните декодират италианските радиосигнали C-38 за италианската операция по снабдяване и нейния курс към Триполи. Кралските ВВС изпращат бомбардировач „Уелингтън“ на разузнавателен полет, за да следи корабите, и на 12 декември 4-та флотилия, плаваща на изток от Гибралтар към италианските кораби, получава заповед да увеличи скоростта си до 30 възела (35 мили в час; 56 км/ч) и да ги прихване. През втората половина на деня, на 12 декември, CANT Z. 1007 bis Regia Aeronautica забелязва четир разрушителя, плаващи на изток със скорост 20 възела, на 60 мили от Алжир. Разчита се, че даже в случай, че разрушителите увеличат скоростта си до 28 възела, те ще достигнат нос Бон около 3:00 сутринта на 13 декември, примерно час след 4-та дивизия, за това Тоскано не получава заповед да увеличи скоростта си или да измени своя курс. На залез слънце на 12 декември е изпратен нов разузнавателен самолет, който засича корабите на Тоскано, след което за прихващане на двата крайцера е изпратена 4-та флотилия, която увеличава скоростта си до 30 възела. Тази скорост, заедно със закъснението от час, натрупано от 4-та дивизия (и за което Тоскано не съобщава), разстройва всички предходни разчети за преимуществото, което ще има 4-та дивизия. В 22:23 на Тоскано е съобщено, че той, възможно, ще срещне „вражески параходи, идващи от Малта“, и в 23:15 той заповядва да се обави тревога.
4-тая флотилия забелязва италианските крайцери при нос Бон в 02:30 на 13 декември. В 2:45 на 13 декември, на седем мили от нос Бон, италианските кораби чуват шум от британски самолет (снабденият с радар „Викерс Уелингтън“), който открива корабите и съобщава на Стокс тяхното местоположение и в 3:15 те променят курса на 157°, за да преминат примерно на миля от нос Бон. Пет минути оп-късно Тоскано внезапно заповядва максимална скорост и изменя курса си на 337°, фактически променяйки посоката. Това внезапно изменение нарушава италианския строй, като нито Чиньо (който е примерно две мили пред крайцерите), нито Ди Джусано (който плава зад Да Барбиано в линия) не получават заповедта, и в същото време Ди Джусано вижда, че флагманът променя курса и му подражава (но остава отстрани), Чиньо не забелязва нищо до 3:25, когато той също променя курса, но остава значително зад двата крайцера. Причините за решението на Тоскано да измени курса така и не са напълно ясни: изказано е предположение, че, разбирайки, че засечен от самолети, той решава да се върне назад, както на 9 декември (но в този случай курс към Егадските острови би ималповече смисъл, вместо северозападният курс, взет от Тоскано; и изменението е след внезапна заповед над 30 минути от момента, в който крайцерите са засечени); че той иска да заблуди разузнавателния самолет за своя реален курс, изчаквайки го да си тръгне, а след това да се върне на предишния курс към Триполи; че по шума той си мисли, че приближават торпедоносци, и иска да излезе в по-просторни води (по-далеч от брега и италианските минни полета), за да получи повече свобода за маневри; или че виждайки съюзническите разрушители зад него и, не желаейки да им предлага кърмата на крайцерите (тъй като кърмовите кули са неизползваеми, и по-голямата част от горивото е поставена там), той решава да промени курса, за да може да стреля по тях от своите носови кули (със заповедта за промяната на курса, той издава и заповед към артилеристите да са в готовност).
Към това време разрушителите на Стокс действително се намират недалеч от нос Бон и забелязват италианските кораби. Приближавайки откъм кърмата, под покрова на нощта и използвайки радар, британските кораби приближават близко до брега и втрещават италианците, намиращи се навътре в морето, изстрелвайки торпеда от къса дистанция. Изменението на курса ускорява сближението на двете групи, и съюзните разрушители атакуват заедно; Сикх пуска четири торпеда по Да Барбиано и открива огън (разстоянието е под 1000 метра), Легион прави същото, в това време Маори и Исаак Свирс атакуват Ди Джусано. Тоскано заповядва пълна скорост и да се открие огън (а също така да се увеличи скоростта до 30 възела на Ди Джусано ), и Да Барбиано също така, започва завой по левия борд (по заповед на командира на кораба капитан Джорджо Родоканаки), но в 3:22, преди оръдията му да успеят да открият огън (това успяват да направят само някои от картечниците), крайцерът е поразен от торпедо под най-предната кула, което го накренява на левия борд. След това Да Барбиано е обстрелян с картечен огън, който убива или ранява много от хората и подпалва варелите с гориво. Второто торпедо попада в машинното отделение. В 3:26 Маори също пуска две торпеда по Да Барбиано и открива огън от своите оръдия, попадайки в мостика. След няколко мига крайцерът е поразен от еще едно торпедо в кърмата (възможно, изстреляно от Легион); междувременно Ди Джусано също е изваден от строй. Да Барбиано бързо обръща назад, като в това време огънят бързо се разпространява по целия кораб, а също така и по водата, подхранван от разлятото гориво, екипажът започва да напуска кораба. В 3:35 Да Барбиано се преобръща и потъва в море от пламъци. 534 души, включая адмирал Антонино Тоскано, загиват. ЗАедно с кораба загиват командирът на 4-та италианска военноморска дивизия, целият му щаб и командирът на Альберико да Барбиано, капитан Джорджо Родоканаки. 250 души оцеляват и достигат туниския бряг и са прибрани от спасителни съдове.
Мястото на крушението на Да Барбиано е намерено през 2007 г. от италианска експедиция.